# Франсиско Франко
Франсиско Паулино Ерменехилдо Теодуло Франко и Баамонде Салгадо Пардо (на испански: Francisco Paulino Hermenegildo Teódulo Franco y Bahamonde Salgado Pardo), наричан съкратено Франсиско Франко Баамонде или само Франсиско Франко, е действителен управляващ и по-късно официален държавен глава, първо на части от Испания от октомври 1936 г., и след това на цяла Испания от 1939 г. до смъртта си през 1975 г. Познат е като каудильо (Caudillo de España – водач на Испания) и официално като Caudillo de España por la gracia de Dios (водач на Испания по Божията милост). Той председателства авторитарното правителство на Испания след победата си в Испанската гражданска война. Генералисимус.

## Произход и младежки години
Франко е роден на 4 декември 1892 г. във Ферол, Галисия. Кръстен е след 13 дни във военна църква. Баща му е с андалуски произход. След като се премества в Галисия, семейството е силно ангажирано в Испанския военноморски флот. В продължение на два века то произвежда военноморски офицери в шест непрекъснати поколения до бащата на Франко, Николас Франко и Салгадо Араухо (1855 – 1942).
Майка му е Мария дел Пилар Баамонде и Пардо де Андраде (1865 – 1934) и е римокатоличка от средната класа. Родителите му сключват брак през 1890 г. Младият Франко прекарва голяма част от детството си с двамата си братя, Николас и Рамон, и двете си сестри, Мария дел Пилар и Мария де ла Пас, като последната умира на 4-годишна възраст. Николас става военноморски офицер и дипломат. Рамон е летец и масон с първоначално леви политически възгледи, който е убит в авиационно произшествие на военна мисия през 1938 г.

## Военна кариера
През 1907 г. Франсиско Франко влиза в Пехотна военна академия Толедо, която завършва през 1910 г.
През 1916 г., на възраст 23 г. и вече капитан, той е тежко ранен в битка с берберите и вероятно губи тестиса си. В крайна сметка, през същата година е повишен в чин майор и става най-младият старши офицер в испанската армия.
От 1917 до 1920 г. той служи в европейската част на Испания, а след това в Африка като заместник-командир на новосформирания испански чуждестранен легион. През 1923 г. той става подполковник и командир на легиона.
През същата година Франсиско Франко се жени за Кармен Поло (Мария дел Кармен Поло и Мартинес-Валдес), а крал Алфонсо XIII е кум на сватбата му. Заради този факт по-късно, през първите години на испанската република, той ще бъде считан за офицер-монархист. Имат една дъщеря, Мария дел Кармен. През 1925 г. става полковник, а през 1926 г. – най-младият генерал в Испания. Назначен е за директор на новосъздадената Военна академия в Сарагоса.

## Втора испанска република
В края на монархията през 1931 г., запазвайки своята предишна аполитична репутация, той не заема ясна позиция. При затварянето на академията през юли военният министър Мануел Асаня решава, че прощалната реч на Франко към кадетите е обидна, в резултат на което Франсиско е лишен от поста си за 6 месеца, освен това е поставен под надзор.
На 5 февруари 1932 г. той поема командването в Ла Коруня. Франко не участва в опита за преврат на генерал Хосе Санхурхо през същата година. Като страничен резултат от военната реформа на Асаня през януари 1933 г. Франко е преместен от първо на 24-то място в листата на командирите; въпреки това на 17 февруари същата година му е дадено командването на Балеарските острови – пост, който е над неговия ранг.

## Астурийско въстание
През октомври 1933 г. са проведени нови избори, при които се определя центристко дясно мнозинство. На 5 октомври 1934 г. избухва опозиционно революционно въстание. То бързо е потушено в по-голямата част от страната, но печели силна поддръжка в Астурия с помощта на миньорските профсъюзи. Франко, вече генерал от Дивизията и данъчен експерт при военния министър, е поставен начело на операциите, насочени към прекратяване на въстанието. Силите на армията в Африка трябва да понесат тежестта на операциите с генерал Едуардо Лопес Очоа като главнокомандващ на полесражението. След 2 седмици на тежки битки (и оценка на жертвите между 1200 и 2000), въстанието е потушено.
Астурийското въстание, както и събитията през следващите 2 години от Гражданската война, са все още дискутирани. Въпреки това всички са съгласни, че бунтовниците в Астурия заострят антагонизма между левите и десните. Франко и Лопес Очоа – който до този момент е бил длъжностно лице с отявлен ляв политически уклон, са белязани от левицата като врагове. Лопес Очоа е преследван, пратен в затвора и убит в началото на войната.
Известно време след тези събития Франко става главнокомандващ армията на Африка (от 15 февруари 1935 г.), а от 19 май 1935 г. – шеф на генералния щаб, върховният военен пост в Испания.

## Правителство на Народния фронт
След провала на центристките партии от властващата коалиция, причинен от скандалите за корупция, са проведени нови избори. Формират се 2 широки коалиции: Народния фронт вляво, съставен от републиканци до комунисти, и Национален Фронт (Френте Насионал) вдясно, който включва от централни радикали до консерватори. На 16 февруари 1936 г. левите печелят с малко мнозинство. Последвалите дни са белязани от почти анархистки действия. Франко неуспешно се опитва да придобие статут на избран при непредвидени обстоятелства, като предлага да потуши безредиците и да позволи повторно преброяване на гласовете. Вместо това, Франсиско е пратен на остров Тенерифе като военен командир с малобройна войска.
През това време заговорът, воден от Емилио Мола, се оформя и Франко е информиран за това, и въпреки че той не подкрепя въстанието, поддържа двусмислено становище почти до юли. Чак на 23 юли 1936 г. той предлага на главата на правителството Сантяго Касарес Кирога да потуши недоволството в армията, но отговорът на правителството е крайно незадоволителен за него. През юли, след като средната класа и десноцентристите се присъединяват към въстанието, ситуацията достига положение, от което връщане няма. Както е предадено на Франко от Мола, въстанието не може да бъде избегнато и той трябва да избере коя страна да подкрепи. След като се решава да се присъедини, на Франсиско му е възложено да командва Африканската армия. Частен самолет („Бързият дракон“) е нает от Англия, за да го ескортира на 11 юли.
Убийството на лидера на опозицията Хосе Калво Сотело от частите на правителствената полиция дава тласък на въстанието. На 17 юли Африканската армия вдига бунт и арестува командирите си. На 18 юли Франко публикува манифест и тръгва към Африка, където пристига на следващия ден, за да поеме командването.
Седмица по-късно бунтовниците, които скоро започват да бъдат наричани „националисти“, контролират една трета от Испания, но по-голямата част от частите на военноморската флота остава под контрола на републиканската опозиция, която оставя Франко изолиран. Въстанието се проваля, но испанската гражданска война вече е започнала.

## Франко по време на войната

### Първите месеци
Първите дни от бунта са белязани с нуждата от обезопасяване на контрола над Протектората. Франко успява да спечели подкрепата на местните и техните власти, за да подсигури контрола си над армията. Това довежда до екзекуцията на няколко висши офицери, лоялни към републиката (един от които е негов първи братовчед). Франко е изправен пред проблема как да премести войските си на Иберийския полуостров, защото повечето части на военноморската флота остават под контрола на републиката и блокират Гибралтарския проток. От 20 юли нататък той е имал възможността, заедно с малка група от самолети, да сложи началото на въздушен мост до Севиля, където войските му помагат да се осигури контрола на бунтовниците над страната. Чрез специални представители той започва преговори с Англия, Германия и Италия за въздушна военна подкрепа. Преговорите се осъществяват с Германия и Италия на 25 юли и на 2 август самолетите започват да пристигат в Тетоуан. На 5 юли, с тази въздушна подкрепа, той успява да пробие блокадата и да изпрати корабен конвой с 2000 войници.
През първите дни на август ситуацията в западна Андалусия е достатъчно стабилна, за да му позволи да образува колона (с дължина 15000 мъже), която е под командването на тогавашния подполковник Хуан Ягуе, която тръгва през Естремадура към Мадрид. На 11 август е завзета Мерида, а на 15 август – Бадахос – по този начин се обединяват двете територии, командвани от националисти. На 21 септември, когато колоната е насочена към Македа (на 80 км от Мадрид), Франко нарежда градчето да се заобиколи, за да се освободи обсадения гарнизон в крепостта Алкасар, Толедо. Планът успява на 27 септември. Това решение дори тогава е било оспорвано, но положителният резултат е важен за успеха на пропагандата на националистическата партия и на самия Франсиско Франко.

### Издигане до властта
Безспорният водач на въстанието генерал Хосе Санхурхо Саканел загива на 20 юли при самолетна катастрофа. Националистическите водачи успяват да надделеят над регионалното командване (Мола на Север, Куайпо в Андалусия, Франко с независимо командване и Кабанелас в Арагон) и създават хунта, по силата на която най-опитният да получи върховната власт. На 21 септември е решено Франко да стане главен командир, а на 28 септември, след известни дискусии, и глава на правителството. На 1 октомври 1936 той е публично провъзгласен за генералисимус на националистическата армия и държавен глава.

### Военно командване
До края на войната Франко еднолично води военните операции. След завършилия с неуспех опит да бъде превзет Мадрид през ноември 1936 г., Франко решава, че печеленето на територии парче по парче е по-добро от дръзкото маневриране. Пряко следствие от това решение е освобождаването на гарнизона от Толедо, което многократно е дебатирано. Някои от неговите действия остават спорни, като например когато през юли 1938 г. той решава да се насочи първо към Валенсия, а не към Каталония.
Неговата армия е подкрепена от дивизиите на Нацистка Германия (Легион Кондор) и най-вече на фашистка Италия, но степента на влияние на двете големи сили върху възгледите на Франко за войната е незначителна. Португалия, в лицето на Антониу ди Оливейра Салазар също публично помага на националистите от самото начало.

### Политическо командване
Франко успява да обедини несъвместимите фашистка Фаланга (phalanx, крайно дясна испанска политическа партия, чиято идеология е близка до тази на Мусолини) и карлистките монархически партии под своя власт. От началото на 1937 г. всяка смъртна присъда трябва да е подписана от лидера.

### Краят на войната
На 6 март 1939 г. заговорниците от т. нар. „пета колона“ – Хунтата за национална защита – обявяват по радиото за свалянето на министър-председателя Хуан Негрин, преминаване на властта към хунтата и скорошния край на войната. Водени от полковник Сегисмундо Касадо и Хулиан Бестейро, те печелят контрол над Мадрид почти без бой. Те се опитват да договорят с Франко приемливи условия за капитулацията на републиканците, но той заявява, че ще приеме само безусловно подчинение и републиканците се предават на 27 март. Войната официално завършва на 1 април 1939 г. Хитлер впоследствие съжалява, че е участвал в качването на власт на консервативен, монархически и клерикален режим и планира след спечелването на войната да свали Франко и да го замени с крайнодясната част на Фалангата.
През 40-те години някои партизански движения правят неуспешни опити за съпротива срещу Франко в отдалечените селски територии като Вал д’Аран и Каталония.

## Испания под властта на Франко
В резултат от гражданската война Испания е разделена. След войната започват много жестоки преследвания, при които са извършени хиляди екзекуции без съд и присъда, незнаен брой републиканци отиват в затвора, а хиляди хора са изпратени в изгнание във Франция и Латинска Америка. Един от най-забележителните случаи на ранна репресия е разстрелът на президента на каталонското правителство Луис Компанис.
През септември 1939 г. в Европа избухва Втората световна война и въпреки че Адолф Хитлер се среща с Франко в Хендайе, Франция (23 октомври 1940 г.), за да обсъдят влизането на Испания във войната на страните от тристранния пакт, исканията на Франко (храна, въоръжение, френските части от Северна Африка и т. н.) се оказват твърде големи и не се достига до споразумение.
Проведен е диспут за правата на Германия над мините в Испания, който допринася за несъгласието помежду им. Някои историци заявяват, че Франко е предявил такива искания, защото е знаел, че Хитлер няма да ги приеме и по този начин се е опитал да избегне участието си във войната. Други историци твърдят, че той просто е нямал какво да предложи на Германия. След рухването на Франция през юни 1940 г. Испания възприема невоенна позиция в подкрепа на Оста (например предлага испански съоръжения за флота на Германия) и се завръща до пълен неутралитет през 1943 г., когато ходът на войната се обръща окончателно срещу Германия. Франко изпраща войски (Синя дивизия) да се сражават на Източния фронт. Те са „доброволци“ – някои са били кръстоносци срещу комунизма, други – професионалисти, които са нямали избор, трети – заради заплащането или за да изчистят имената си от бившите си връзки с Републиката.
С края на Втората световна война Франко и Испания са принудени да изстрадат икономическите последици от изолацията, която им е наложена от други държави като Великобритания и САЩ. Тази ситуация частично приключва, когато САЩ започва търговия и сключва военен съюз с Испания заради стратегическото положение на страната по време на Студената война. Това историческо обвързване започва с посещението на американския президент Дуайт Айзенхауер през 1953 г. С това се започва така нареченото „Испанско чудо“, което помага на Испания да тръгне по пътя на капитализма.
Без да има строга идеология, Франко започва да търси помощ от националсиндикалистите (nacionalsindicalismo) и римската католическа църква (nacionalcatolicismo). Неговата коалиционно управляваща партия „Мовимиенто Насионал“ е толкова разнородна, че дори трудно може да се категоризира като партия и със сигурност не е идеологическа като „Фасио ди Комбатименто“ (фашистката партия) или управляващия блок на Антонио Салазар. Главното предимство на неговата испанска държава е кооперативизмът – режим, в който се набляга повече на ред и стабилност, отколкото на точна политическа визия.
През 1947 г. Франко провъзгласява Испания за монархия, но не определя водач. Този жест е направен най-вече за да успокои монархическите фракции в партията. Въпреки че се е провъзгласил за монархист, Франко не иска да стане крал, затова оставя трона празен, като той всъщност става регент. Той носи униформата на капитан-генерал (ранг, традиционно отреден на краля), живее в двореца Ел Пардо, определен за краля, и неговият лик се появява на повечето испански монети. Въпреки това неговите официални титли са само „Хефе дел естадо“ (управляващ държавата) и „Генералисимо де лос ехерситос еспаньолес“ (Върховен генерал на Испанските въоръжени сили), придружени от „por la gracia de Dios, Caudillo de España y de la Cruzada“ („по божията воля водач на Испания и Кръстоносните походи“). (Следва да се отбележи, че „по божията воля“ е по-скоро технически правна фраза, която означава върховни почести в абсолютните монархии и е използвана само от монарси).
По време на неговото властване са забранени неправителствените търговски организации с всички политически опоненти срещу политическия спектър, от комунистки и анархистки организации до либерални демократи и каталонски или баски националисти. Единственият легален профсъюз е правителственият Синдикато Вертикал.
За да построи единна испанска нация, публичната употреба на всеки език, различен от испанския кастилски (и по-специално каталонски, галисийски и баски), са строго забранени. Езиковата политика във франкистка Испания обхваща правителствените, нотариалните, юридическите и търговските документи, които са преведени на испански; всеки документ, написан на друг език, не е бил зачитан. Употребата само на испански език е наложена и в надписите на улиците и табелите на магазините, рекламите и изобщо всички надписи в страната.
Всички културни дейности стават обект на цензура и много са направо забранени. Тази културна политика се смекчава с времето, най-вече след 1960 г.
Идеологията на франкизма се нарича и национал-католицизъм. Спазването на стриктните католически правила е причислено от публичните власти към целите на социалния строй, налагани най-вече с помощта на закона. Испанските номади са изключително засегнати. През 1954 г. хомосексуализмът и проституцията са обявени за престъпления.
Във всеки град има непрестанно присъствие на Гуардиа Сивил, военна политическа сила, която патрулира по двойки със специални оръжия и упражнява всички средства на контрол. Самият Франко е непрекъснато преследван от мания за франкмасонски заговор. В общоприетите представи той е често в черно-белите изображения на кинопрегледите, откривайки нов язовир, от където идва и прякорът му Пако Ранас (пако – умалително от Франсиско, ранас – жабата) или улавяйки огромна риба от яхтата Азор по време на почивките си.
През периода 1955 – 1965 г. Франко изключва Фалангата от държавната власт, като вместо нея се опира на кадри на католическото духовенство „Опус Деи“, испанският генералитет и олигарсите, и впоследствие левите поддръжници на Фалангата се настройват опозиционно срещу режима на Франко и са подложени на репресии. 
През 1968 г., под натиска на Обединените нации, Франко обявява Екваториална Гвинея за независима държава. През 1969 г. той определя принц Хуан Карлос де Бурбон за носител на новата титла „Принц на Испания“ като негов наследник. Така прескача карлисткия претендент за престола – бащата на Хуан Карлос, Хуан де Бурбон, граф на Барселона – който технически има по-голямо право да се възкачи на престола. През 1973 г. Франко се отказва от поста министър-председател (Presidente del Gobierno), като остава само начело на държавата като главнокомандващ на армията. През последните години от живота му продължава напрежението около различните фракции на Мовимиенто, освен това различни политически групи се борят за по-голям контрол в държавата.

## Смърт
След като напуска властта, Франко има сериозни проблеми със здравето си. Страда от болестта на Паркинсон,
през последния месец от живота си получава 2 инфаркта, ампутират му 2/3 от стомаха, оперират го след остър перитонит. На 30 октомври 1975 г. изпада в кома, включен е към апарат за изкуствено дишане. Официално Франко умира на 20 ноември 1975 г., също като Хосе Антонио Примо де Ривера, създател на Испанската Фаланга. Някои смятат, че е наредено на лекари да поддържат изкуствено живота му до тази символична дата. Историкът Рикардо де ла Киевра казва, че още на 19 около 6 часа вечерта е било съобщено, че той е мъртъв. Два дни по-късно за крал е провъзгласен Хуан Карлос.
Франко е погребан в „Долината на падналите“, националистически монументален комплекс, построен с принудителния труд на затворници през 1940 г. като паметник на незнайните воини, загинали по време на Испанската гражданска война (1936 – 1939).
На 24 октомври 2019 г. тялото на Франко е ексхумирано от мавзолея в „Долината на падналите“ и препогребано в малка семейна крипта в гробището „Пардо-Мингорубио“ до съпругата му Кармен Поло.

## Наследство
Наследството от управлението му е противоречиво. Поддръжниците му отбелязват фактите, че е спасил Испания от комунистически тоталитарен режим и е запазил неутралитета ѝ през Втората световна война , направил е икономическо чудо, в резултат на което страната преодолява присъщата си бедност, съществувала от загубата на латиноамериканските колонии през 20-те години на 19 век, запазва Каталония в състава ѝ, полага усилия за оборването на вековни противоиспански пропагандни шаблони и за постигане на национално помирение в испанското общество, травмирано от близо тригодишната гражданска война, и в дългосрочен план прави възможно влизането на страната в НАТО и ЕС, а раждаемостта в Испания по негово време е най-високата в Европа след тази в Ирландия. Заради това американският историк Стенли Пейн нарича Франко най-значимият испански държавен глава след крал Филип II, управлявал през втората половина на 16 век, а за Майкъл Сейдман Франко е най-значимият контрареволюционен водач през 20 век. Франко е бил поддържан от западни политици като Чърчил, Дьо Гол и Аденауер, както и от много католици в Съединените щати. Обаче неговите комунистически критици го обвиняват в провеждането на жестоки политически репресии, довели до хиляди смъртни случаи, и в сътрудничество със силите на Оста през Втората световна война. Въпреки обвиненията във фашизъм, повечето историци са съгласни, че Франко е въвел в Испания само някои фашистки атрибути, а най-раннототалитарната фаза от управлението му е описвана като „фашизирана диктатура“ или „полуфашистки режим“ – всъщност Франко дори приема на испанска територия по време на войната еврейски бежанци от окупираните от Хитлерова Германия територии. Франко става вдъхновител на антикомунистическите военни диктатури в Латинска Америка през втората половина на миналият век – примерно Аугусто Пиночет се е възхищавал на Франко, а от своя страна през 2006 г. привърженици на Франко в Испания почитат Пиночет.